# Autopista Higashi-Kantō
La Autopista Higashi-Kantō (東関東自動車道 Higashi Kantō Jidōsha-dō?) -literalmente Autopista Kantō Este-, es una autopista japonesa administrada por East Nippon Expressway Company, que comunica a Tokio, entre otras a través de la Ruta Bayshore de la Shuto Expressway, bordeando cerca a la costa del Océano Pacífico, con las prefecturas de Chiba e Ibaraki.

## Detalles de la autopista
La autopista se conoce como  E51  Higashi-Kantō Expressway Ruta Mito.
La autopista comienza en un cruce con la Shuto Expressway en el oeste de la Prefectura de Chiba) y sigue un curso este que es paralelo a la bahía de Tokio. Justo antes del Cruce intercambiador Miyanogi, la autopista se encuentra con la carretera Keiyō, entonces la ruta se separa de la bahía y se dirige hacia el interior en dirección noreste. Ella continúa a través de la Prefectura de Chiba a la ciudad de Narita y al cruce con el río Tone en la Prefectura de Ibaraki, donde la autopista llega a su término actual en Itako.
La autopista es una ruta importante que une la metrópoli de Tokio con el Aeropuerto Internacional de Narita; en el Cruce intercambiador Narita los viajeros deben cambiar a la Shin-Kūkō Expressway para viajar la distancia restante de 3,9 km al aeropuerto propiamente dicho. También la autopista sirve para conectar al Puerto de Kashima, a través de la Ruta Prefectural 50 en el Intercambiador Itako. 
Esta previsto extender la autopista hasta el Cruce intercambiador Ibaraki cerca de la ciudad de Mito (Ibaraki).
La autopista es de 6 carriles desde el origen hasta el Cruce intercambiador Narita, el resto de la vía es de 4 carriles. 

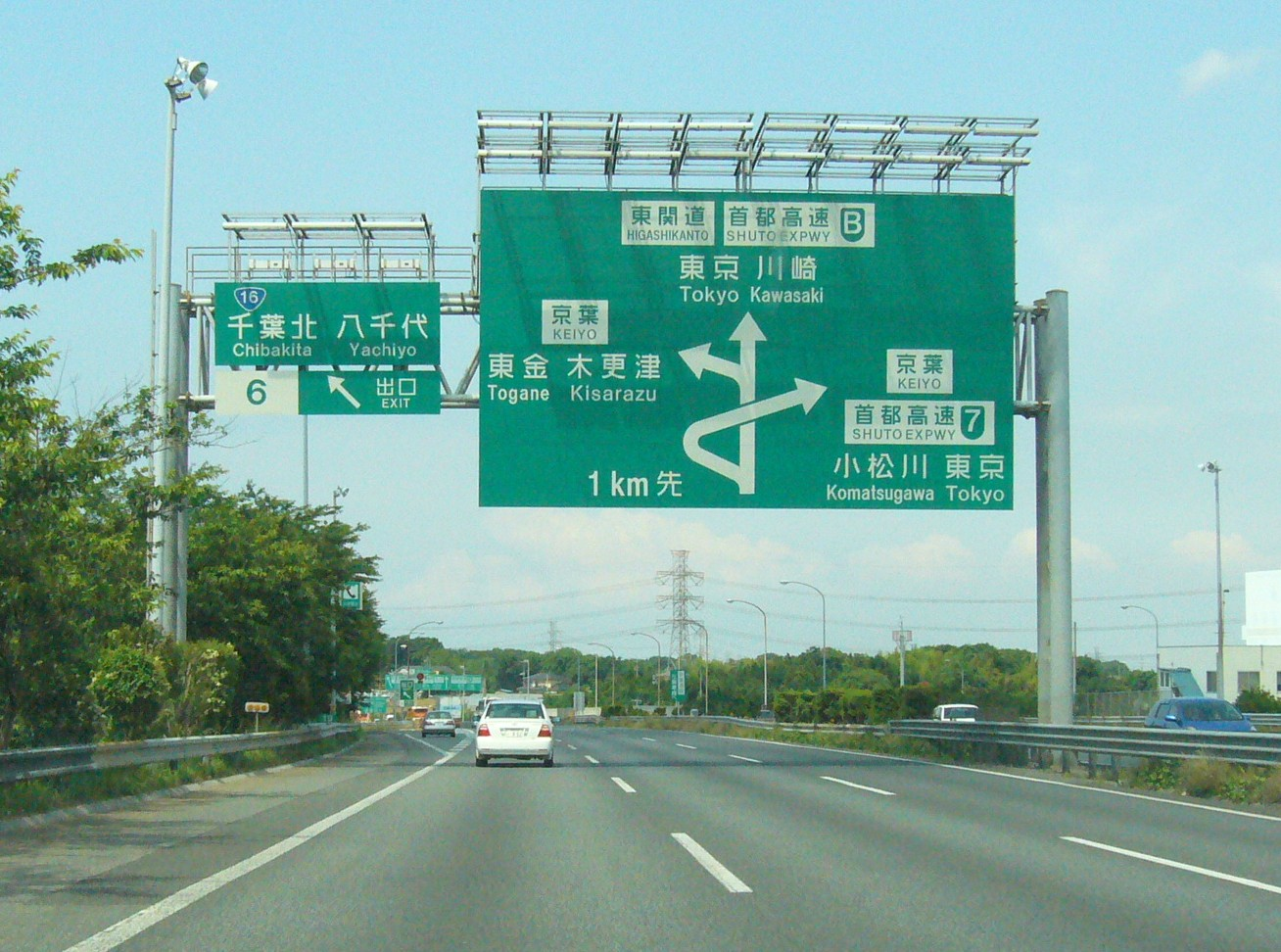
Intercambiador Chiba-Kita en Chiba - Guía de rutas (Kanban)

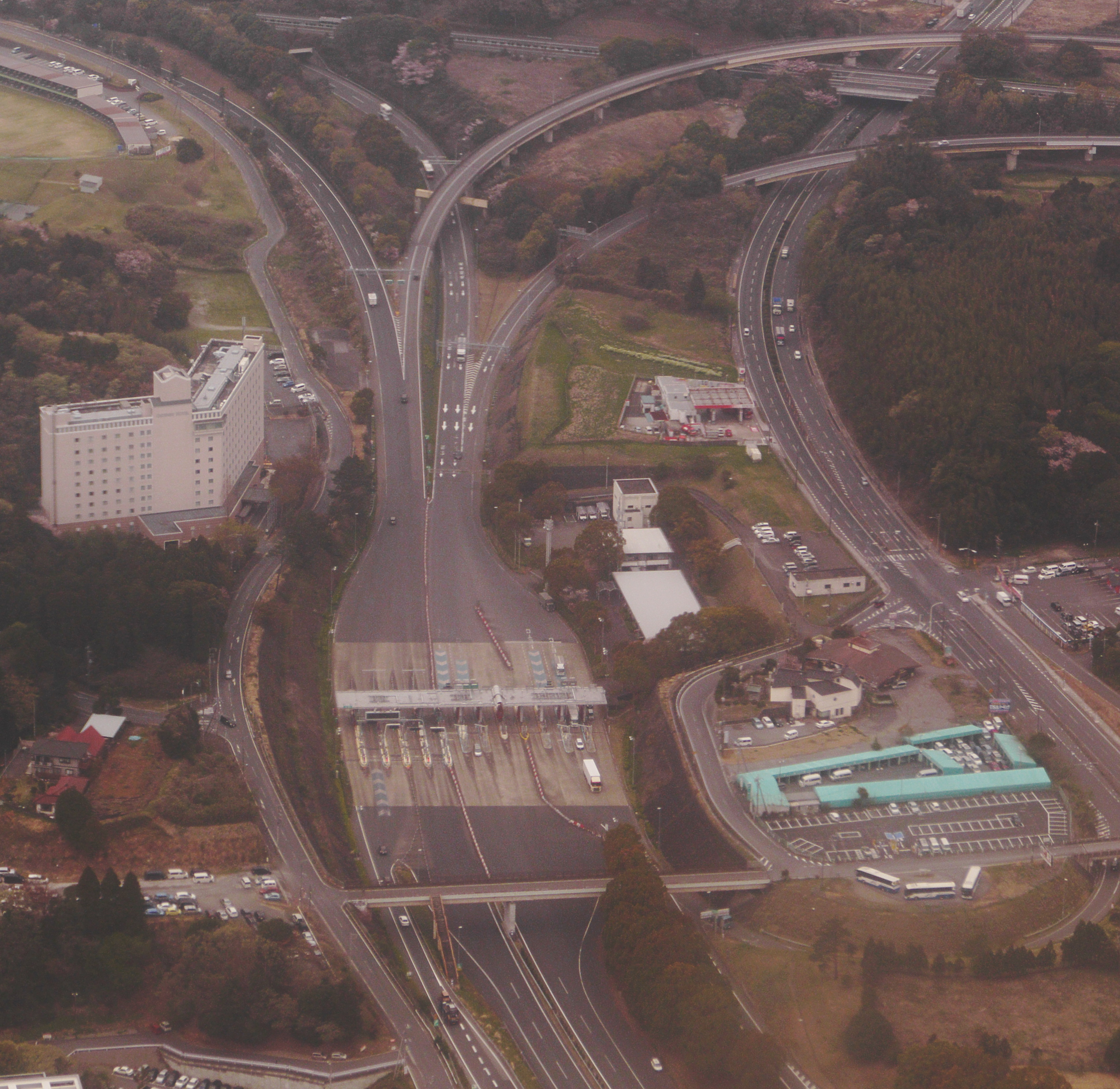
Peaje en Narita

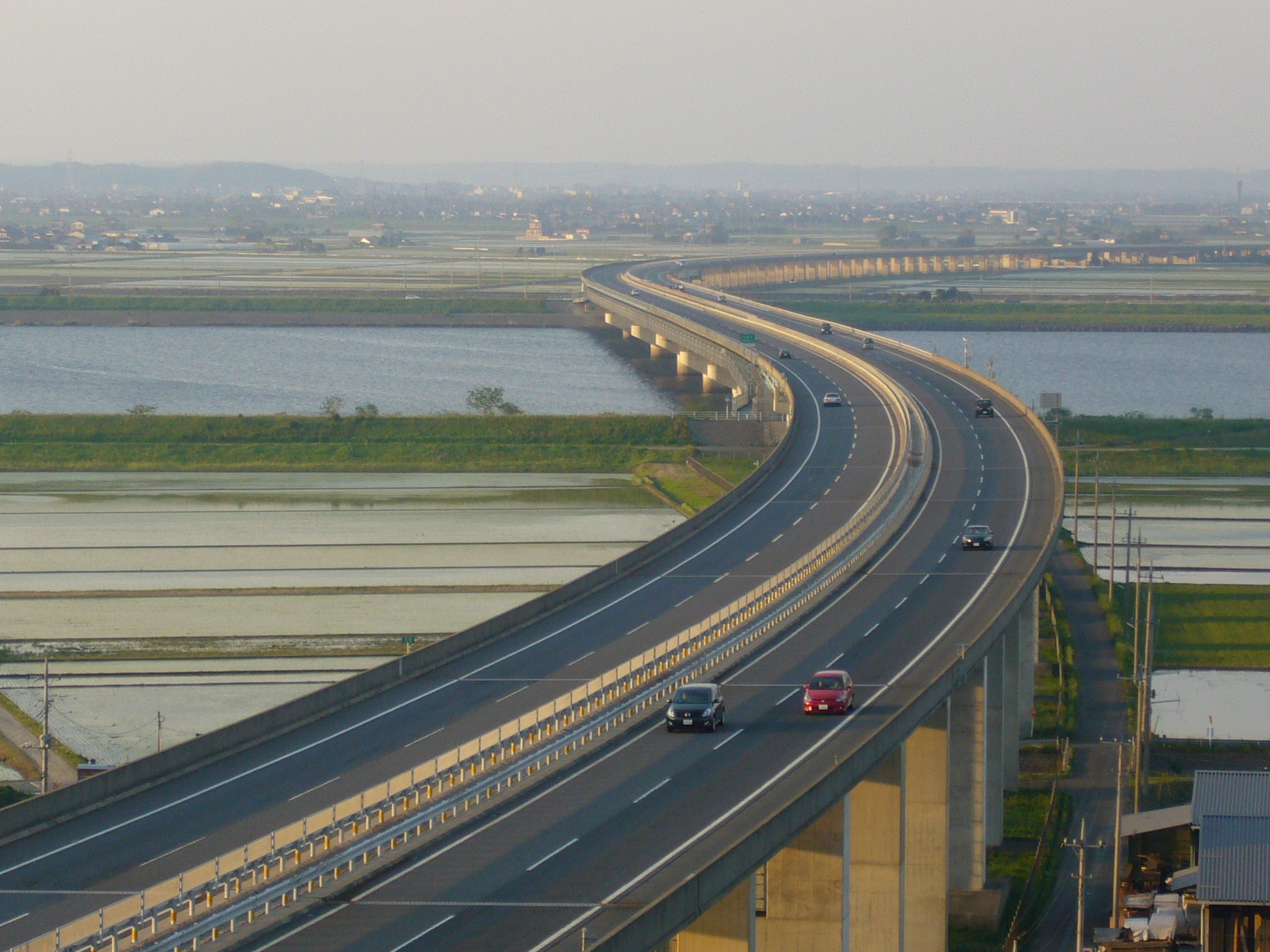
Puente Tonegawa (Higashi-Kantō Expressway) sobre el río Tone

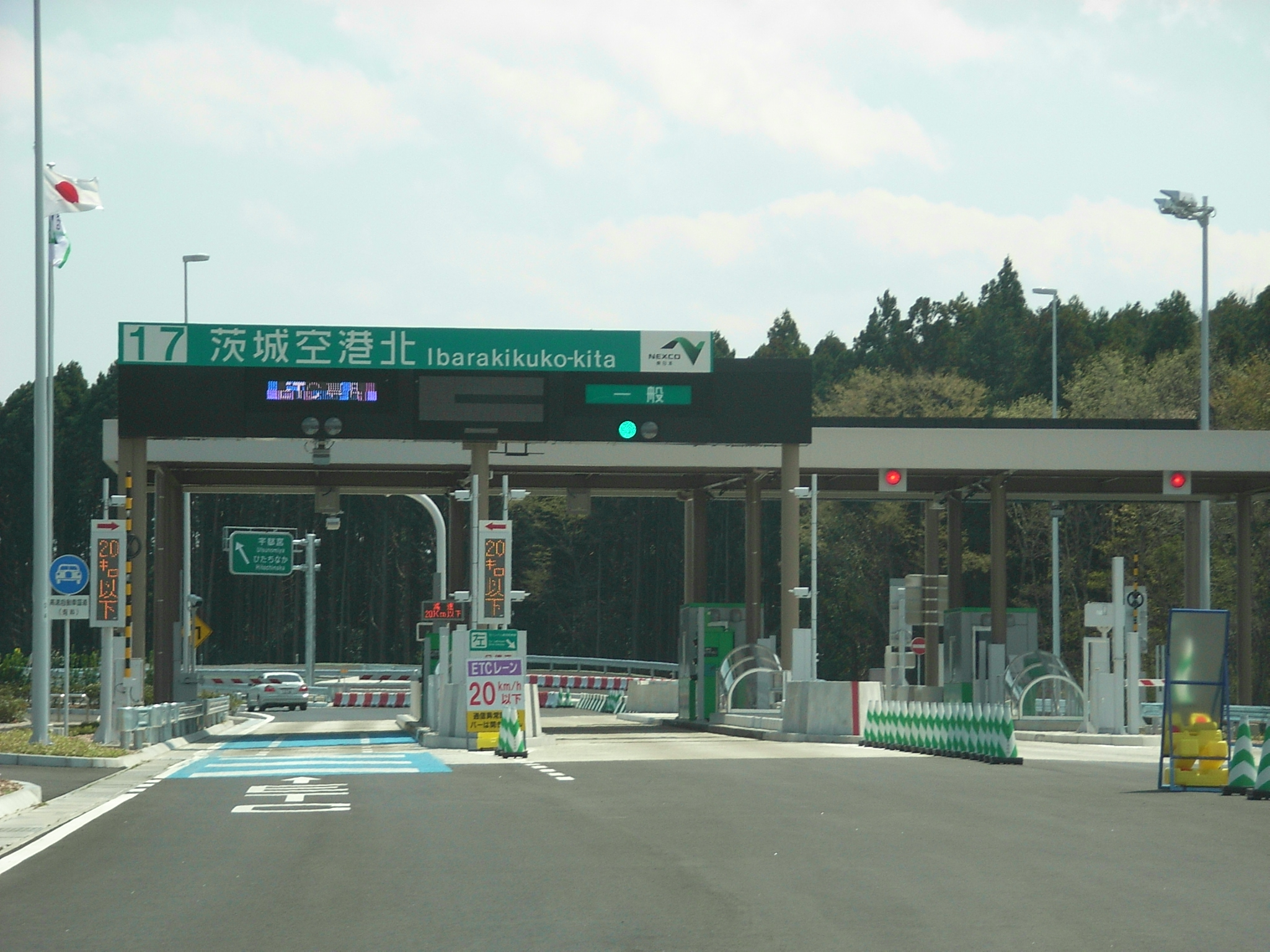
Intercambiador Ibaraki-Kūkō-Kita

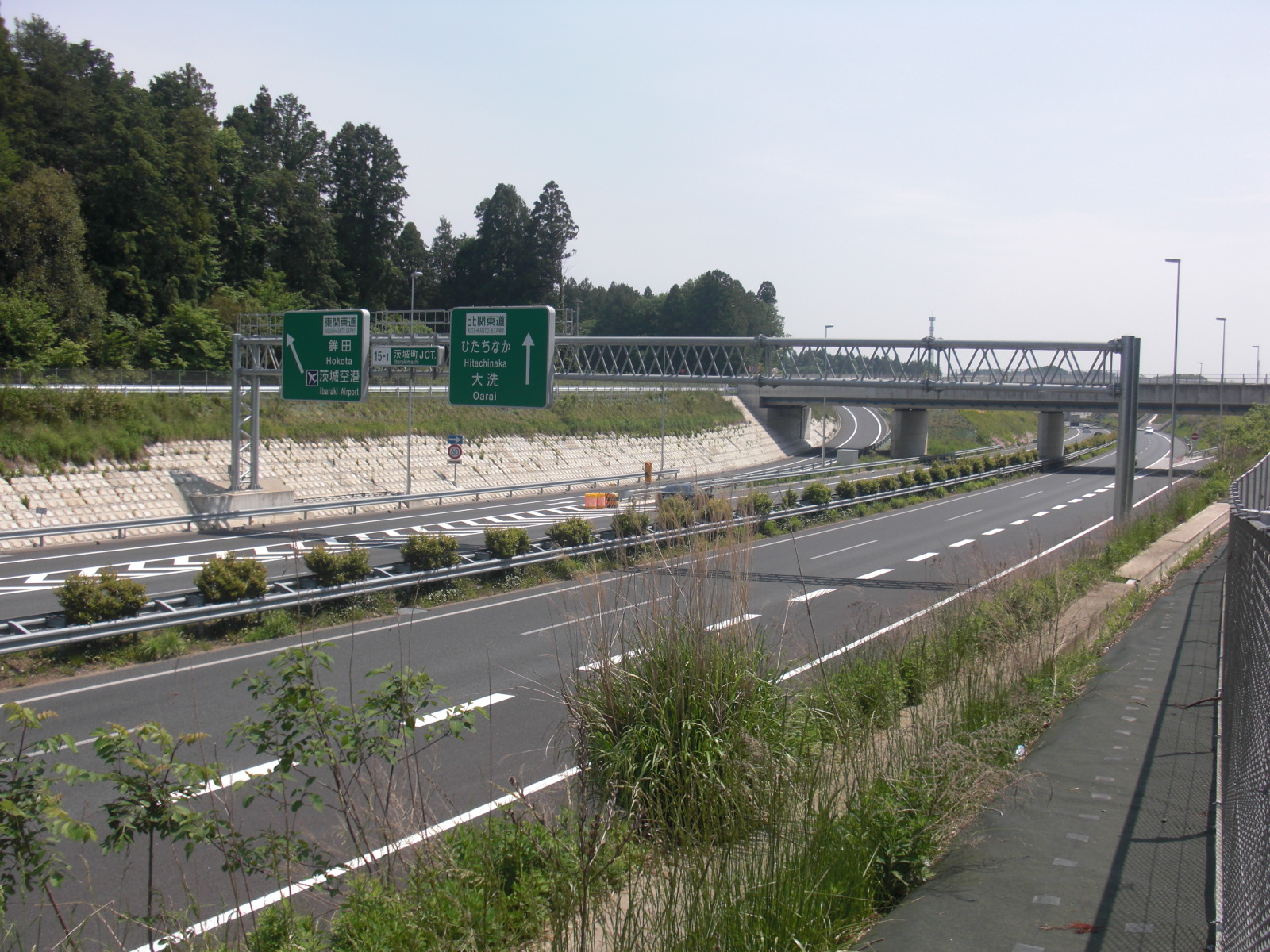
Cruce intercambiador Ibaraki

## Intercambiadores y características
- IC - Intercambiador, JCT - Cruce intercambiador, PA - Área de parqueo, SA - Área de servicio, BR - Puente, TB - Peaje

| N.º                                       | Nombre                                     | Conexiones                                                                            | Dist. de Origen | Dist. de Terminal | Notas                                                     | Localización    | Localización |
| ----------------------------------------- | ------------------------------------------ | ------------------------------------------------------------------------------------- | --------------- | ----------------- | --------------------------------------------------------- | --------------- | ------------ |
| A través de Autopista Shuto Ruta Bayshore |                                            |                                                                                       |                 |                   |                                                           |                 |              |
| JCT                                       | Cruce intercambiador Ichikawa              | ↑                                                                                     | 0.0             | 74.5              | Fue cambiado a Kōya                                       | Ichikawa        | Chiba        |
| <1> JCT                                   | Cruce intercambiador Kōya                  | C3 Autopista Tokyo-Gaikan                                                             | 0.0             | 74.5              |                                                           | Ichikawa        | Chiba        |
| 2 IC                                      | Intercambiador Wangan-Ichikawa             | Ruta Nacional 357                                                                     | 1.0             | 73.5              |                                                           | Ichikawa        | Chiba        |
| <2-1> IC                                  | Intercambiador Wangan-Funabashi            | Ruta Nacional 357 Ruta Prefectural 15 (Ruta Chiba Funabashi)                          | ↓               | ↑                 |                                                           | Funabashi       | Chiba        |
| 3 IC                                      | Intercambiador Wangan-Narashino            | Ruta Nacional 357                                                                     | 7.9             | 66.6              |                                                           | Narashino       | Chiba        |
| TB                                        | Peaje Narashino                            |                                                                                       | ↓               | ↑                 |                                                           | Narashino       | Chiba        |
| PA                                        | Área de parqueo Wangan-Makuhari            |                                                                                       | 8.7             | 65.8              |                                                           | Mihama-ku Chiba | Chiba        |
| 4 IC                                      | Intercambiador Wangan-Chiba                | Ruta Nacional 357                                                                     | 11.6            | 62.9              |                                                           | Mihama-ku Chiba | Chiba        |
| 5 JCT                                     | Cruce intercambiador Miyanogi              | carretera Keiyō                                                                       | 16.7            | 57.8              |                                                           | Inage-ku Chiba  | Chiba        |
| 6 IC                                      | Intercambiador Chiba-Kita                  | Ruta Nacional 16                                                                      | 18.8            | 55.7              |                                                           | Inage-ku Chiba  | Chiba        |
| 7 IC                                      | Intercambiador Yotsukaidō                  | Ruta Prefectural 64 (Ruta Chiba Usui Inzai)                                           | 24.6            | 49.9              |                                                           | Yotsukaidō      | Chiba        |
| 8 IC                                      | Intercambiador Sakura                      | Ruta Nacional 51                                                                      | 30.0            | 44.5              |                                                           | Sakura          | Chiba        |
| PA                                        | Área de parqueo Shisui                     |                                                                                       | 35.1            | 39.4              |                                                           | Shisui          | Chiba        |
| <8-1> IC                                  | Intercambiador Shisui                      | Ruta Prefectural 77 (Ruta Tomisato Shisui)                                            | ↓               | ↑                 |                                                           | Shisui          | Chiba        |
| 9 IC                                      | Intercambiador Tomisato                    | Ruta Nacional 409                                                                     | 39.5            | 35.0              |                                                           | Tomisato        | Chiba        |
| 10 JCT                                    | Cruce intercambiador Narita                | E65 Shin-Kūkō Expressway Ruta Nacional 295                                            | 44.9            | 29.6              |                                                           | Narita          | Chiba        |
| <10-1> JCT                                | Cruce intercambiador Taiei                 | Ken-Ō Expressway                                                                      | ↓               | ↑                 |                                                           | Narita          | Chiba        |
| PA                                        | Área de parqueo Taiei                      |                                                                                       | 51.6            | 22.9              |                                                           | Narita          | Chiba        |
| 11 IC                                     | IntercambiadorTaiei                        | Ruta Nacional 51                                                                      | 56.6            | 17.9              |                                                           | Narita          | Chiba        |
| 12 IC                                     | Intercambiador Sawara Katori               | Ruta Prefectural 55 (Ruta Sawara Yamada) Ruta Prefectural 253 (Ruta Katori Tsunomiya) | 65.9            | 8.6               |                                                           | Katori          | Chiba        |
| PA                                        | Área de parqueo Sawara                     |                                                                                       | 68.5            | 6.0               |                                                           | Katori          | Chiba        |
| BR                                        | Puente Tonegawa (Higashi-Kantō Expressway) |                                                                                       | ↓               | ↑                 | Longitud - 630 m                                          | Katori          | Chiba        |
| BR                                        | Puente Hitachi-Tonegawa                    |                                                                                       | ↓               | ↑                 |                                                           | Itako           | Ibaraki      |
| 13 IC                                     | Intercambiador Itako                       | Ruta Prefectural 50 (Ruta Ibaraki Kashima) Ruta Prefectural 101 (Ruta Itako Sawara)   | 74.5            | 0.0               | Para conectar con el área portuaria del Puerto de Kashima | Itako           | Ibaraki      |
| <14> IC                                   | Intercambiador Asō                         | Ruta Prefectural 50 (Ruta Ibaraki Kashima)                                            |                 |                   | Planeado 2019                                             | Namegata        | Ibaraki      |
| <15> IC                                   | Intercambiador Kitaura                     | Ruta Prefectural 354                                                                  |                 |                   | Planeado 2019                                             | Namegata        | Ibaraki      |
| <16> IC                                   | Intercambiador Hokota                      | Ruta Prefectural 18 (Ruta Ibaraki Kashima) Ruta Prefectural 8 (Ruta Ogawa Hokota)     |                 |                   | Planeado 2017                                             | Hokota          | Ibaraki      |
| <17> IC                                   | Intercambiador Ibaraki-Kūkō-Kita           | Ruta Prefectural 18 (Ruta Ibaraki Kashima)                                            | 0.0             | 8.8               |                                                           | Ibaraki         | Ibaraki      |
| <(15-1)> JCT                              | Cruce intercambiador Ibaraki               | E50 Kita-Kantō Expressway                                                             | 8.8             | 0.0               |                                                           | Ibaraki         | Ibaraki      |